# Sculpture commémorative
La sculpture commémorative est un type de sculpture qui marque fortement le territoire et s’adresse à un très large public. La sculpture commémorative induit un rapport au temps en raison de la longue durée promise aux matériaux en lesquels elle s’incarne. Liées à la commémoration d’un événement passé ou d’un personnage historique, s’incarnant dans la célébration et la fête qui rompt avec le rythme quotidien des jours ordinaires. Selon Théophile Gautier « c’est un art robuste qui seul survit à la cité ». À la fin du XVIIIe siècle, les auteurs de l’encyclopédie soulignaient combien la sculpture commémorative était essentiellement liée à cette ambition de lutter contre la finitude de notre destin. Cette fonction commémorative fut souvent asservie à la propagande politique (par exemple les statues équestres d’Henri IV à Louis XVI au cœur de la ville) et sous la troisième République on rendra hommage aux grands hommes et aux guerres. Depuis les années 1970, on ne cesse de réinventer la sculpture commémorative toujours porteuse d’une mémoire vive. Il s’agit d’imprimer une physionomie particulière à un lieu qui marque fortement l’espace public.

## Crise de la commémoration académique

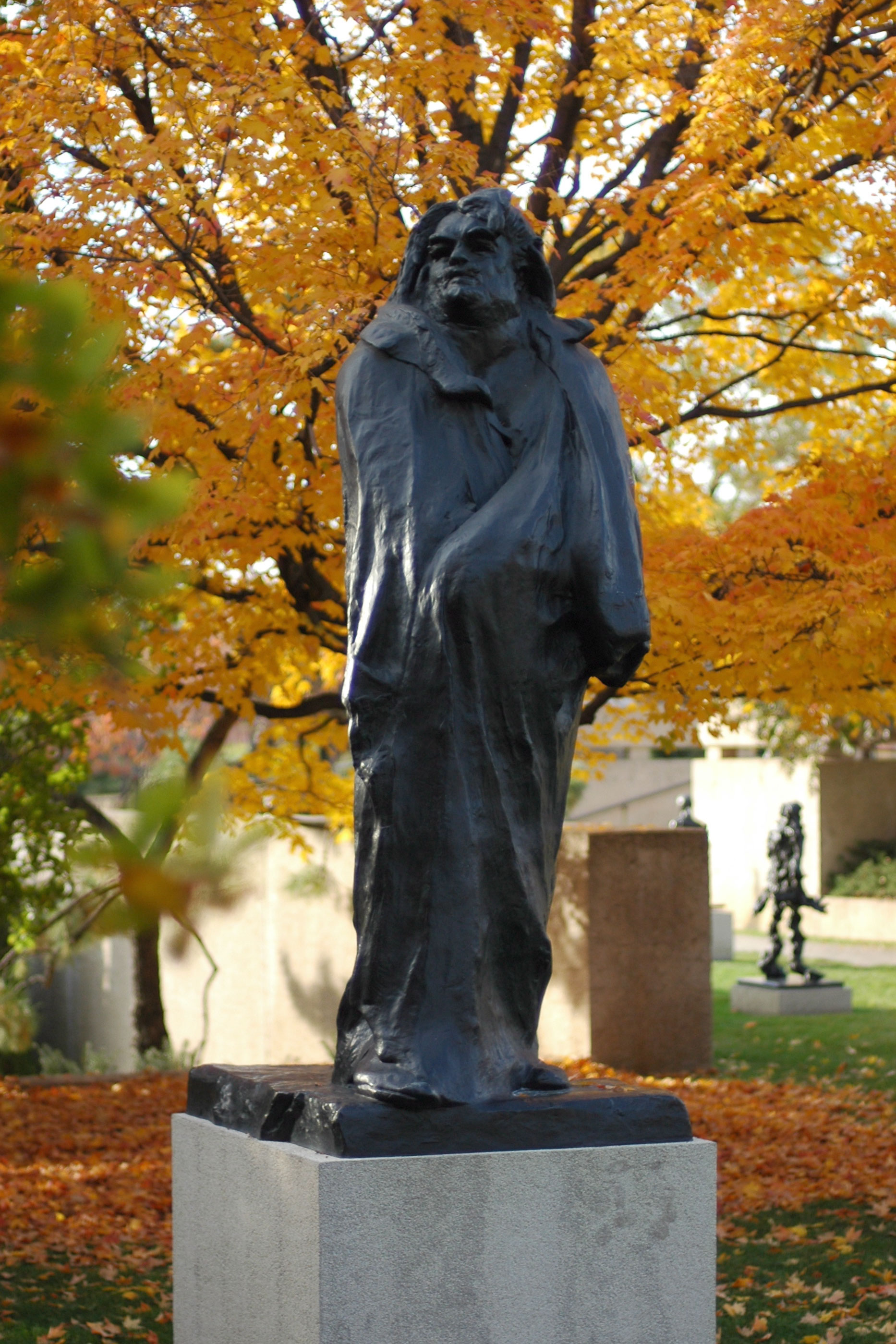
Honoré de Balzac à Paris par Rodin

En 1891, la Société des gens de lettres commande une statue de Balzac à Rodin afin d’honorer la mémoire de l’écrivain, mort en 1850 où Paris tient une place prépondérante dans son célèbre ouvrage : La Comédie humaine. Lors de la présentation de l’œuvre en plâtre au salon de la société nationale des Beaux Arts en 1898, celle-ci se fit refuser par le commanditaire qui la jugea trop audacieuse dans le parti pris esthétique. C’est Alexandre Falguière qui représentera Balzac de manière traditionnelle, selon des codes conventionnels : assis, méditant sur son œuvre. La sculpture sera inaugurée en 1902 au carrefour de l’avenue Friedland et de la rue Balzac à Paris.
Dans la lignée des artistes audacieux, les artistes américains Christo et Jeanne-Claude on fait de l’empaquetage ludique et éphémère des monuments, l’une des lignes de force de leur invention esthétique. En 1970, pour célébrer le dixième anniversaire des Nouveaux Réalistes, ils empaquetèrent à Milan, le monument à Léonard de Vinci sur la Piazza della Scala et le monument à Victor-Emmanuel II (roi de Piémont-Sardaigne) sur la Piazza del Duomo. Ils transformèrent pour une durée éphémère de deux jours ces monuments traditionnels. Ils redonnent alors à la sculpture une valeur marquante à l’imaginaire contemporain grâce au parfum de scandale qui accompagna ce happening.

## Corps symbolique et mémoire incarnée
La Première et la Seconde Guerre mondiale ont donné lieu dans tous les pays touchés, à des monuments dont le nombre a été proportionnel à l’ampleur du désastre. Cette « monumentomanie » initiée lors de la guerre franco prussienne en 1870 s’inscrivait dans la logique de propagande et de commémoration menée par la troisième République naissante. Les plus grands artistes de l’époque, d'Ossip Zadkine à Brancusi, en passant par Iché, Giacometti ou Picasso ont été sous-employés en raison de leur engagement avant-gardiste et donc anti-académique. À la fin du XXe siècle avec Jochen Gerz, la tradition du monument est contestée d’une manière plus radicale.
Dans la commune de Biron (Périgord), le projet initial était de remplacer le monument aux morts du village par une commande publique. Le monument qui était un simple obélisque portant les noms des morts s’était dégradé avec le temps. Jochen Gerz proposa le remplacement de l’obélisque par un second, identique mais d’en modifier l’usage et le mode de fonctionnement. En effet, au lieu d’inscrire les noms sur les différentes phases de la pierre avec « Mort au champ d’honneur 1914-1918 », l’artiste plaça sur la pierre de petites plaques émaillées portant les réponses anonymes des 130 habitants à une question restée secrète mettant en concurrence la vie et la mort : « Qu’est-ce qui est assez important pour accepter de mourir ? ». Chaque réponse ouvre ainsi sur un sens actuel et le traditionnel monument aux morts devient lieu de méditation sur la valeur présente de l’existence humaine. Jochen Gerz prévoyait aussi l’avenir de l’œuvre qui devait rester inachevée : « je veux faire de ce monument aux morts un monument vivant, puisqu’il s’agit d’une création commune et en constante évolution ».
Jochen Gerz réalisera également un « monument invisible ». Une autre forme radicale sur le thème de la disparition : Monument contre le fascisme installé à Harburg, un quartier de Hambourg, en Allemagne en 1986 érigé dans un endroit banal, la colonne d’acier de douze mètres de hauteur était recouverte de plomb. Les différentes faces étaient destinées à recevoir les signatures des passants en accord avec la déclaration suivante de l’artiste : « Nous invitons les citoyens de Harburg et les visiteurs de cette ville à ajouter leurs noms aux nôtres. Cela doit nous nous inciter à être et demeurer vigilants. Au fur et à mesure que les noms couvriront cette colonne, elle s’enfoncera progressivement dans le sol. Un jour, elle aura complètement disparu et la place du monument de Harburg contre le fascisme sera vide, car rien ne peut au long cours, s’ériger à notre place contre l’injustice ».
Cette forme de pétition recueillit les signatures et s’enfonça dans le sol entre le 10 octobre 1986 et le 10 novembre 1993. Il s’agit d’une création collective qui instaurait un contrat moral entre les artistes et signataires. Ils voulaient donc réaliser un monument qui rappelle un passé négatif et vise à empêcher sa répétition dans l’avenir.

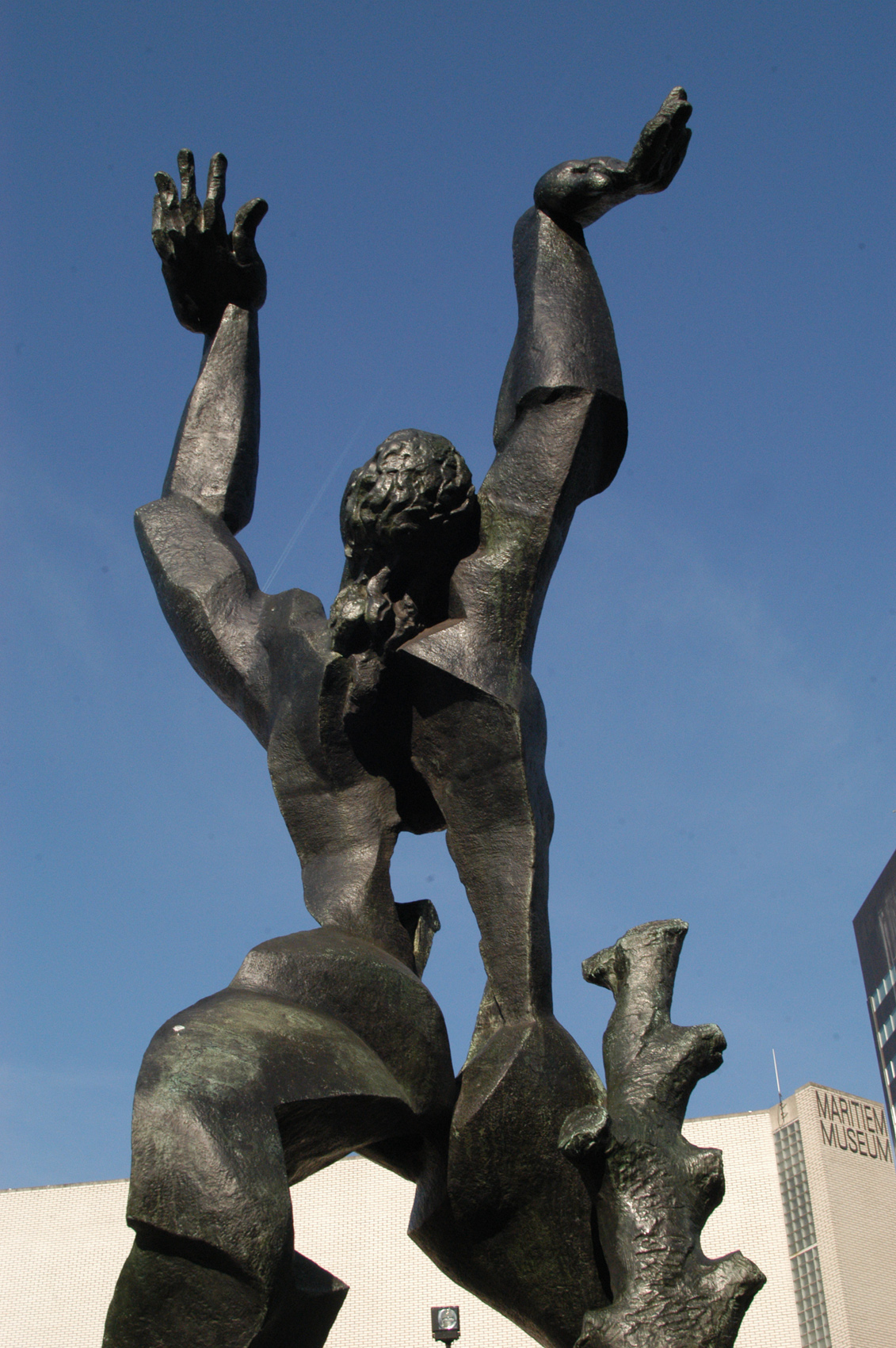
La Ville détruite Rotterdam par Zadkine

Ossip Zadkine, autre artiste très critiqué a créé La Ville détruite. Après la Seconde Guerre mondiale, la commande de monuments commémorant la victoire ou rappelant les atrocités subies a engendré des œuvres d’une portée esthétique indéniable. La Ville détruite fut inaugurée le 15 mai 1953 à Rotterdam en souvenir du bombardement allemand qui rasa la ville en mai 1940. Cette sculpture est considérée comme le monument le plus moderne installé dans un espace public. En effet ce corps humain renvoie à la figure de la ville par le procédé de la personnification de l’antique Laocoon (cri de protestation les bras levés), dans une orchestration moderne synthétisant les recherches plastiques de Zadkine depuis les années 1910. L’installation de ce monument fut rendue possible grâce au mécénat de G. van Der Wal directeur d’un grand magasin qui prit à sa charge les frais de la fonte en bronze du monument haut de 6,50 mètres, tandis que la municipalité s’occupait du socle et de l’aménagement de l’espace autour de l’œuvre.
On reproche à l’artiste de figer la vie dans son passé à une époque où les travaux de reconstruction visaient, au contraire à lui donner une apparence nouvelle et dynamique et de jouer d’un expressionnisme douloureux dans un registre figuratif alors même que les progrès de la sculpture abstraite commençaient à s’imposer sur la scène internationale. D’autres trouvèrent la figure trop désespérée et s’insurgèrent contre le parti anti-idéaliste adopté par l’artiste.

## Monument transportable, monument périssable
Le monument pour le prisonnier politique inconnu symbolisant la libération de l’esprit d’Antoine Pevsner, constructiviste russe jouant sur les nouveaux matériaux : acier, verre, formes géométriques et sur le vide. Le thème premier de l’œuvre s’efface aux yeux du sculpteur devant la présentation d’une lutte abstraite entre l’esprit emprisonné dans la matière (quartz) et toutes les forces d’allègement et de libération facilitant son essor. Il savait que son projet ne donnerait jamais naissance à un réel monument public mais décida d’en faire un monument pour musée répondant à la seule volonté de l’artiste.

## Rencontre avec la mémoire
À Vassieux-en-Vercors, village fait compagnon de la Libération en 1945, l’objectif de la commande était de marquer le lieu dans le cimetière près de l’église ou furent assassinés plus de soixante-dix civils par l’armée allemande du 12 au 24 juillet 1944. Cinquante ans après le sculpteur Emmanuel Saulnier propose 76 stèles de verre transparentes verticales, de 2,50 mètres face au paysage. Il a choisi de ne pas dénaturer le lieu par une surenchère de formes. Ainsi le spectateur peut se recueillir en silence car chaque plaque de verre est muette et nue comme un « bouclier transparent » contre la barbarie et l’oubli. Cette œuvre marque le refus de s’imposer au regard du spectateur. Certaines stèles ne font que 40 centimètres de hauteur, on ne les remarque qu’après un premier regard. D’autre part, une dalle de granit a été installée sur le muret avec le nom gravé de tous les habitants précédé de deux mots seulement : « Rester-Résister ». Cette dalle est elle-même très peu visible. La pureté des formes provoque un effet de mystère et d’énigme et Saulnier met en tension la force et la fragilité.

## Présence abstraite et énigmatique

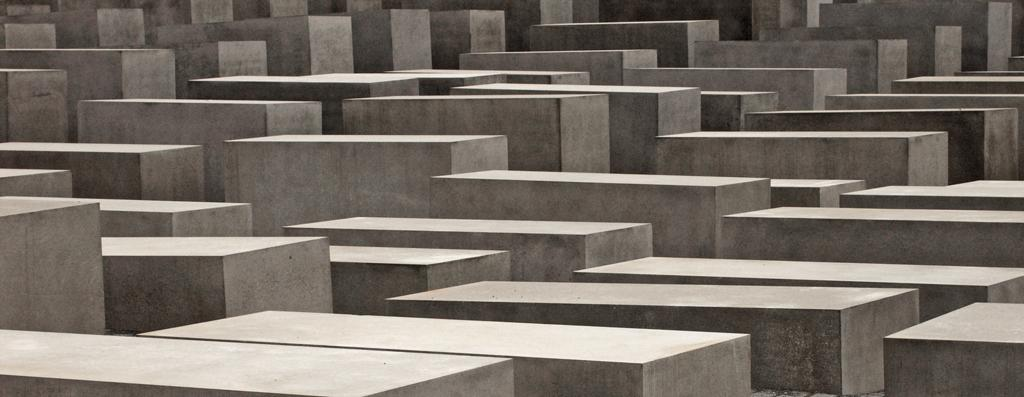
Mémorial de l'holocauste à Berlin

Le Monument à la Shoah de Peter Eisenman fut inauguré à Berlin en 2005. Cette œuvre n’exprime aucun pathos excessif mais à une efficacité plastique. Cette œuvre devait englober le nom de toutes les victimes mais la décision prise fut de réserver ce monument aux victimes juives. Deux concours se sont succédé au terme desquels s’imposa le projet de l’architecte new-yorkais Eisenman. Il y a eu plusieurs versions différentes préalables, il a choisi d’être sobre et abstrait afin de solliciter l’imagination du spectateur. Une forêt de stèles de béton quasiment dénudées de toute inscription s’impose aujourd’hui aux visiteurs. Le principe géométrique permet à chacun de se confronter au vide, à la répétition, à la perte de repères.
L’expérience individuelle de chaque spectateur le conduit au désarroi, à l’inquiétude et ce monument demeure d’une énigmatique présence. L’œuvre de Peter Eisenman est abstraite mais reprend aussi la forme classique des stèles antiques et utilise des matériaux pérennes.